# Sankt Marein bei Neumarkt
Sankt Marein bei Neumarkt là một đô thị thuộc huyện Murau thuộc bang Steiermark, nước Áo. Đô thị Sankt Marein bei Neumarkt có diện tích 54,66 km², dân số thời điểm năm 2005 là 830 người.